# Renato Rascel
Renato Ranucci, connu sous le nom de scène Renato Rascel, né le 27 avril 1912 à Turin et mort le 2 janvier 1991 à Rome, est un acteur, chanteur et comique italien, parmi les plus connus en Italie dans les années 1950 qui, même à une petite échelle, devenait un élément de sympathie et d'ironie.

## Biographie

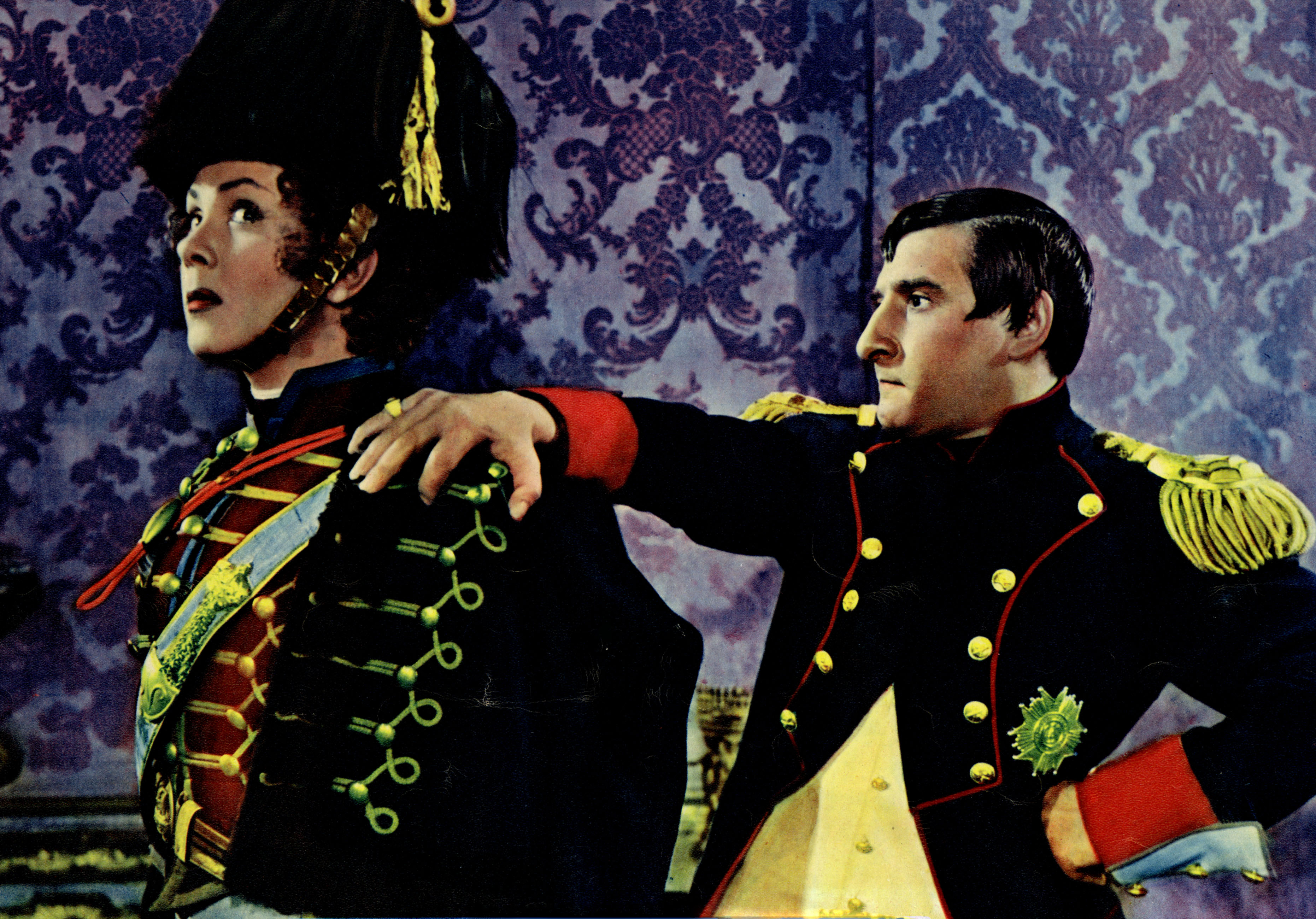
Renato Rascel avec Lilia Silvi dans Napoleone (1951).

Au Festival de Sanremo en 1960, il gagne en duo avec Tony Dallara en chantant Romantica (chanson qu'il interprète seul à Londres, au concours Eurovision de la chanson) et dont il enregistre une version en français Romantica. Ce tube est repris par une trentaine d'interprètes en Europe, dans différentes langues : italien (par Grethe & Jørgen Ingmann - Eurovision 1963 Danemark), français (par Dalida, Tino Rossi, Michel Louvain), allemand (Connie Francis), hongrois, anglais, espagnol (par José Guardiola - Eurovision 1963 Espagne), finlandais (par Laila Kinnunen - Eurovision 1961 Finlande)), suédois, portugais.
Comique chansonnier, mais aussi acteur très sérieux, comme le prouvent au moins deux de ses films des années 1950, Le Manteau (Il capotto) (de Alberto Lattuada) et Policarpo ufficiale (de Mario Soldati), où il interprète deux personnages avec sensibilité et légèreté. Ses succès sont surtout au théâtre, dans la revue musicale du duo Garinei et Giovannini, avec des spectacles comme Attanasio cavallo vanesio, Alvaro piuttosto corsaro et Un paio d'ali. Il se tourne également vers la télévision, avec en 1970, le rôle d'un prêtre détective dans un téléfilm I racconti di padre Brown, tiré des œuvres de Gilbert Keith Chesterton.
On lui doit la musique de l'opérette Naples au baiser de feu, créée le 7 décembre 1957 au Théâtre Mogador avec Tino Rossi, Mauro Gioia et Marisa Laurito.

## Filmographie partielle

### Réalisateur
- 1953 : Celle qui passait (La passeggiata)

### Acteur de cinéma
- 1942 : Pazzo d'amore de Giacomo Gentilomo
- 1949 : Maracatumba... ma non è una rumba (it) d'Edmond Lozzi
- 1950 : Figaro qua, Figaro là de Carlo Ludovico Bragaglia
- 1950 : Beautés à bicyclette (Bellezze in bicicletta) de Carlo Campogalliani
- 1951 : Le Retour de Pancho Villa (Io sono il capataz) de Giorgio Simonelli
- 1951 : Amor non ho... però... però (it) de Giorgio Bianchi
- 1951 : Napoleone de Carlo Borghesio
- 1951 : L'eroe sono io (it) de Carlo Ludovico Bragaglia
- 1952 : Le Manteau (Il cappotto) d'Alberto Lattuada
- 1952 : Il bandolero stanco (it) de Fernando Cerchio
- 1952 : Chansons du demi-siècle (Canzoni di mezzo secolo) de Domenico Paolella
- 1953 : Celle qui passait (La passeggiata) de Renato Rascel
- 1954 : Il matrimonio d'Antonio Petrucci
- 1954 : Gran varietà, de Domenico Paolella, segment Il censore
- 1957 : L'Impossible Isabelle (La nonna Sabella) de Dino Risi
- 1957 : Les Sept Collines de Rome (The Seven Hills of Rome) de Roy Rowland
- 1958 : Come te movi, te fulmino! de Mario Mattoli
- 1959 : Les temps sont durs pour les vampires (Tempi duri per i vampiri) de Steno
- 1959 : Polycarpe, maître calligraphe  (italien : Policarpo, ufficiale di scrittura) de  Mario Soldati.
- 1960 : L'Ours d'Edmond Séchan
- 1960 : Petites Femmes et Haute Finance de Camillo Mastrocinque : Paolo
- 1961 : En pleine bagarre (Mani in alto) de Giorgio Bianchi
- 1961 : Le jugement dernier (Il giudizio universale) de Vittorio De Sica
- 1969 : Le Secret de Santa Vittoria (The Secret of Santa Vittoria) de Stanley Kramer
- 1970 : On ne greffe pas que les cœurs... (Il trapianto) de Steno